# Carisbrook
Carisbrook war ein Stadion in der neuseeländischen Stadt Dunedin. Es bestand von 1880 bis 2013.

## Geographie
Das Stadium lag etwa drei Kilometer südwestlich des Stadtzentrums von Dunedin im Stadtteil Caversham, in der Nähe South Island Main Trunk Railway und des New Zealand State Highway 1. Das Stadion fasste zuletzt 29.000 Zuschauer.

## Nutzung
Hauptnutzer waren die Rugby-Union-Mannschaften Otago Rugby Football Union im ITM Cup und Highlanders in der Meisterschaft Super Rugby. Darüber hinaus wurde das Stadion auch für Cricket-, Fußball-, Rugby League- und Motocross-Veranstaltungen genutzt. Das Stadion wurde 2013 abgerissen. Zudem war das Stadion einer der Austragungsorte der U-17-Fußball-Weltmeisterschaft 1999.

## Geschichte

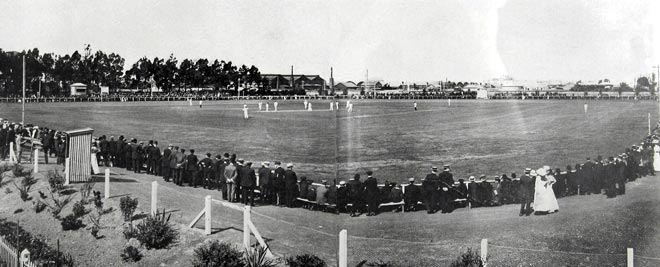
Cricketspiel zwischen Otago und Australien in Carisbrook, 1910

Lance Cairns verlässt das Feld, nachdem er sein Wicket beim Cricketspiel zwischen Australien und Neuseeland in Carisbrook verloren hat (1982)

Der Name des Stadions ist vom Landsitz des Parlamentsabgeordneten James Macandrew abgeleitet, dieses wiederum vom Carisbrooke Castle auf der Isle of Wight. 1874 nutzte der Carisbrook Cricket Club erstmals das Gelände, das im Besitz der Kirchgemeinde der Presbyterian Church of Aotearoa New Zealand war. Im Jahr 1880 entstand die erste kleine Tribüne. Erstes bedeutendes Sportereignis war 1884 ein Cricketmatch zwischen Otago und Tasmanien. Zwei Jahre später fand hier das erste Rugbyspiel statt, als das Auswahlteam von New South Wales zu Besuch war.
1906 erwarb die Otago Rugby Football Union (ORFU) die Anlage und baute sie in den folgenden Jahrzehnten kontinuierlich aus. Da auswärtige Mannschaften oft Mühe bekundeten, in Carisbrook zu gewinnen, lautete der Spitzname des Stadions The House of Pain („das Haus des Schmerzens“). Test Matches im Rugby Union wurden hier seit 1908 ausgetragen, Test-Cricket-Spiele seit 1955. Mitte der 1950er Jahre bot das Stadion 45.000 Zuschauern Platz. Durch die umfassende Modernisierung der Tribünen in den frühen 1990er Jahren sank die Zuschauerkapazität auf 29.000. Carisbrook war Austragungsort zweier Spiele der Rugby-Union-Weltmeisterschaft 1987, eines Spiels des Cricket World Cup 1992, des Meisterschaftsendspiels 1998 der National Provincial Championship und des Super 12-Endspiels 1999.
Im August 2006 gab es erstmals Pläne, das baufällige Stadion im Hinblick auf die Rugby-Union-Weltmeisterschaft 2011 durch einen überdachten Neubau in der Nähe der University of Otago zu ersetzen. Die Bauarbeiten am neuen Forsyth Barr Stadium begannen 2009 und waren zwei Jahre später abgeschlossen. Das letzte Rugby-Länderspiel der All Blacks in Carisbrook fand am 19. Juni 2010 gegen Wales statt, am 3. Juni 2011 spielten letztmals die Highlanders. Mitte Dezember 2011 wurden die Flutlichtmasten entfernt, um sie im Rugby League Park in Christchurch wiederzuverwenden. Im August 2013 begannen die Abbrucharbeiten, die rund vier Monate dauerten.
Von dem alten Stadion ist lediglich das 1926 an der Neville Street errichtete, aus Backsteinen bestehende Kartenverkaufshäuschen erhalten geblieben und beim Heritage New Zealand unter Nummer 7782 als historisches Baudenkmal der Kategorie I registriert worden.